# Кашлер, Клифф
Клифф Кашлер (англ. Cliff Kushler, другой вариант написания фамилии на русском — Кушлер; род. в Сиэтле, штат Вашингтон, США) — американский инженер, изобретатель и предприниматель, один из основателей Tegic, компании, создавшей Т9 — алгоритм предсказания ввода, используемый на мобильных устройствах, и Swype, занимающуюся технологией использования движений при наборе слов на клавиатурах с тач-скрином. Ранее он также основал Exbiblio и работал над созданием продукта, который бы позволил людям общаться с дельфинами. Также известен как разработчик gizmo, доминирующего языка ввода для инвалидов.
Кашлер — автор 14 патентов США (по другим сведениям 17), множество патентов в других странах, а также не один рассматриваемый запрос в патентное бюро.
Клифф Кашлер учился в Университете штата Мичиган, который не окончил, так как получил стипендию на обучение в Токийском университете, который и окончил. Обладатель двух научных степеней, магистр в области компьютерных наук (университет штата Мичиган) и в области компьютерной инженерии (Токийский университет). Свободно говорил на японском языке.
Кашлер был вице-президентом по исследованиям и разработкам компании Tegic Communications, в создании которой он сам участвовал. Tegic разработала крайне успешный способ ввода текста для телефонов, получивший название «Т9», и в 1999 году была приобретена America Online. Год Кашлер работал в AOL, но не сумев убедить интернет-гигант инвестировать в идею помочь глухим людям, покинул компанию.
В 2002 году стал сооснователем компании Swype. В октябре 2011 года компания была куплена лидером голосовой связи Nuance Communications за $102,5 млн. После этого несколько лет занимал должность вице-президента по информационным технологиям в компании Nuance Communications.